# العلاقات اليمنية السلوفينية
العلاقات اليمنية السلوفينية هي العلاقات الثنائية التي تجمع بين اليمن وسلوفينيا.

## مقارنة بين البلدين
هذه مقارنة عامة ومرجعية للدولتين:
| وجه المقارنة                                              | اليمن                   | سلوفينيا                                                      |
| --------------------------------------------------------- | ----------------------- | ------------------------------------------------------------- |
| المساحة (كم2)                                             | 555.00 ألف              | 20.27 ألف                                                     |
| عدد السكان (نسمة)                                         | 28.25 مليون             | 2.07 مليون                                                    |
| الكثافة السكانية (ن./كم²)                                 | 50.9                    | 102.12                                                        |
| العاصمة                                                   | صنعاء عدن (عاصمة مؤقتة) | ليوبليانا                                                     |
| اللغة الرسمية                                             | اللغة العربية           | اللغة السلوفينية، اللغة الإيطالية، لغة مجرية                  |
| العملة                                                    | ريال يمني               | يورو، تولار سلوفيني                                           |
| الناتج المحلي الإجمالي (بليون دولار)                      | 18.21 مليار             | 48.77 مليار                                                   |
| الناتج المحلي الإجمالي (تعادل القوة الشرائية) بليون دولار | 75.69 مليار             | 66.01 مليار                                                   |
| الناتج المحلي الإجمالي الاسمي للفرد دولار أمريكي          | 1.41 ألف                | 20.73 ألف                                                     |
| الناتج المحلي الإجمالي للفرد دولار أمريكي                 |                         | 30.40 ألف                                                     |
| مؤشر التنمية البشرية                                      | 0.498                   | 0.880                                                         |
| رمز المكالمات الدولي                                      | +967                    | +386                                                          |
| رمز الإنترنت                                              | .ye                     | .si                                                           |
| المنطقة الزمنية                                           | ت ع م+03:00             | توقيت وسط أوروبا، ت ع م+01:00، ت ع م+02:00، أوروبا/ليوبليانا ‏ |

## منظمات دولية مشتركة
يشترك البلدان في عضوية مجموعة من المنظمات الدولية، منها:
| علم المنظمة | اسم المنظمة                               | تاريخ انضمام اليمن | تاريخ انضمام سلوفينيا |
| ----------- | ----------------------------------------- | ------------------ | --------------------- |
|             | يونسكو                                    | 2 أبريل 1962       | 27 مايو 1992          |
|             | مؤسسة التمويل الدولية                     | 22 مايو 1970       | 25 فبراير 1993        |
|             | المركز الدولي لتسوية المنازعات الاستشارية | 20 نوفمبر 2004     | 6 أبريل 1994          |
|             | منظمة حظر الأسلحة الكيميائية              | ?                  | ?                     |
|             | مؤسسة التنمية الدولية                     | 22 مايو 1970       | 25 فبراير 1993        |
|             | وكالة ضمان الاستثمار متعدد الأطراف        | 12 مارس 1996       | 19 مارس 1993          |
|             | الاتحاد البريدي العالمي                   | ?                  | ?                     |
|             | الاتحاد الدولي للاتصالات                  | 1931               | 16 يونيو 1992         |
|             | منظمة الشرطة الجنائية الدولية             | ?                  | ?                     |
|             | الأمم المتحدة                             | 30 سبتمبر 1947     | 22 مايو 1992          |
|             | البنك الدولي للإنشاء والتعمير             | 3 أكتوبر 1969      | 25 فبراير 1993        |

## وصلات خارجية
- موقع وزارة الخارجية السلوفينية